# 浜通り交通
浜通り交通株式会社（はまどおりこうつう）は、福島県双葉郡楢葉町にある貸切バス事業者。原発事故の影響でいわき市に本社と営業所を構えている。

## 概要
本社所在地は楢葉町だが、同町は東日本大震災による福島第一原子力発電所事故のため警戒区域に指定され、本社での事業ができなくなった。一時は県外で仕事をすることを考えていた時、東京電力から原発作業員の送迎バスの要請が入った。事務所はいわき市に移転したが、所有する約20台の大型バスの置き場がなく、バスは楢葉町の隣りの広野町に置いていた。中小企業基盤整備機構により、いわき市四倉町の四倉中核工業団地に、企業向けの仮設施設が建設され、2011年11月より入居が開始された。浜通り交通は同月に入居し南部営業所を開設。バスを同工業団地内に置く事で、いわき市に事業が集約できた。
震災や原発事故で、貸切観光バスとしての仕事は激減。2012年時点では仕事の9割が原発作業員の送迎。一時的に福島第一原発の送迎もしていたが、2012年1月時点で、福島第二原発の送迎バスを運行している。

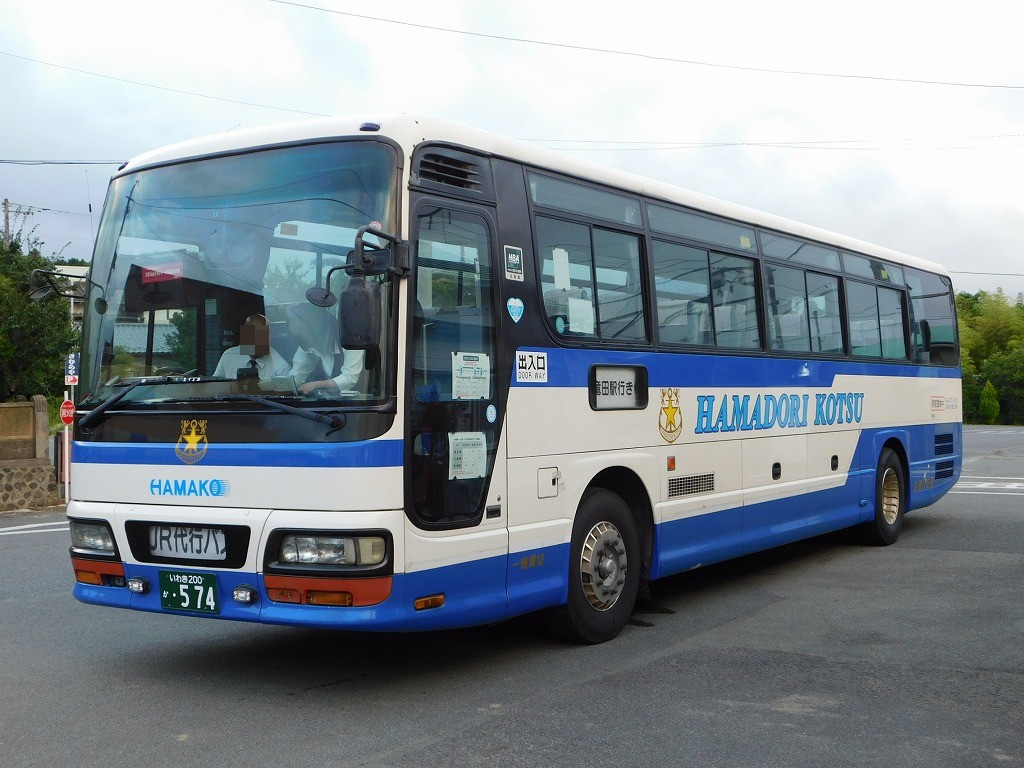
浜通り交通が運行受託する常磐線代行バス

かつてはJR常磐線の不通区間であった富岡駅 - 原ノ町駅の代行バス輸送も受託していた。

## 沿革
- 2004年（平成16年）8月 - 創業
- 2005年（平成17年）1月 - 有限会社浜通り交通 設立
- 2007年（平成19年）4月 - 浜通り交通株式会社に組織変更
- 2011年（平成23年）
  - 4月 - 震災によりいわき支社を開設
  - 12月 - 南部営業所を開設 バス23台
- 2014年（平成26年）5月 - いわき本社を開設 バス47台
- 2015年（平成27年）1月31日 - 常磐線代行バスの運行（JR東日本より受託）を開始

## 車両及びその色分け
国産各メーカーの車両を取り揃える。ハマにちなんで、釣りバカ日誌のハマちゃんの顔イラストを青色カラー車やチームバスに貼り付けている。いわきFCチームバス、福島ホープスチームバスも運用している。
原発関連輸送は大型車が多いが、観光貸切および葬祭送迎用には中型バス・小型バスも保有している。カラーリングは大きく分けて2種類あり、青色カラーの車両が観光貸切及び葬祭送迎用で、白色カラーの車両は原発収束作業の作業員輸送に使用される。当初は白色カラーのみで、社内で区別して運用していた。しかし顧客からの疑問を受けたことから、以後は原発輸送以外は青色カラーを導入し、同カラー車は原発敷地内には乗り入れない。青色カラーの車両を、白色カラーに塗り替えて転用することもあるが、顧客感情も考慮しその逆は無い。かつて常磐線代行バスの運行を開始したころからしばらくは、JRバス関東から移籍した車両を社名を塗り替えた以外はJR時代の塗色のままで運行していた（画像参照）。現在は同社カラー（白色）のバスで運行されている。一時期ボルボ・アステローペをベースにはとバスが導入した「パノラマビューはとまるくん」の払い下げを受け、「はままるくん」として、当初は青色カラーの観光貸切用途に、後に白色カラーへ変更して使用していた。